# Florent Patas d’Illiers
Florent Marie Gaston Patas d’Illiers (* 8. April 1926 in Poitiers, Département Vienne; † 29. Mai 2015) war ein französischer Contre-amiral der Marine, der zuletzt 1980 bis 1982 Marineberater des Generaldelegierten für Abrüstungsfragen im Verteidigungsministerium war.

## Leben

### Ausbildung und Verwendungen als Marineoffizier
Patas d’Illiers begann nach dem Schulbesuch eine Offiziersausbildung an der Marineschule (École Navale) in Lanvéoc und trat nach deren Abschluss in die Marine (Marine nationale française) ein. In den folgenden Jahren fand er Verwendungen als Offizier und wurde am 1. Oktober 1947 zum Leutnant zur See (Enseigne de vaisseau de deuxième classe) befördert. Er war zwischen Oktober 1948 und Oktober 1949 Offizier auf dem zur Élan-Klasse gehörenden Aviso La Capricieuse (F745) und wurde am 1. Oktober 1949 zum Oberleutnant zur See (Enseigne de vaisseau de première classe) befördert. In der Folgezeit versah er zwischen Oktober 1949 und Oktober 1950 Dienst auf dem Marinestützpunkt Tonkin in Französisch-Indochina sowie von Februar bis September 1951 als Offizier auf dem Geleitzerstörer L’arabe. Im Anschluss absolvierte er zwischen dem 24. September 1951 und dem 3. März 1953 eine Pilotenausbildung auf der Naval Air Station Pensacola in Floria und erhielt dort am 1. Februar 1953 seine Beförderung zum Kapitänleutnant (Lieutenant de Vaisseau) erfolgte. Danach war er vom 6. Mai 1953 bis zum 1. September 1955 Chef des Fliegerischen Dienstes des Schwarmes 11 S (Escadrille 11 S) auf dem Marinefliegerstützpunkt BAN (Base d’aéronautique navale) Les Mureaux. Danach wurde er zwischen Oktober 1955 und Januar 1956 nach Algerien versetzt, wo er Chef einer Wachkompanie war.
Nach seiner Rückkehr absolvierte Patas d’Illiers die Schule für Fernmeldeoffiziere (Ecole des officiers de transmission) und war vom 1. Dezember 1956 bis Juli 1957 Fernmelde- und Manöveroffizier auf dem Aviso Dumont d’Urville während einer Fahrt im Pazifischen Ozean, ehe er daraufhin zwischen Juli 1957 und September 1959 Fernmelde- und Manöveroffizier auf dem Geleitzerstörer Vauquelin war. Danach fand er vom 8. September 1959 bis September 1961 Verwendung als Chef des Funk- und Fernmeldedienstes auf dem Marinefliegerstützpunkt Lartigue in Algerien sowie nach seiner Rückkehr zwischen September 1961 und September 1962 als Ausbildungsoffizier an der Marinekriegsschule (École de Guerre Navale).

### Verwendungen als Stabsoffizier und Aufstieg zum Flottillenadmiral
Anschließend war Patas d’Illiers von September 1962 bis Februar 1963 Ausbildungsoffizier an der Gemeinsamen Höheren Streitkräfteschule (École Supérieure inter armées) und erhielt dort am 1. Dezember 1962 seine Beförderung zum Korvettenkapitän (Capitaine de Corvette). Er war von Januar 1963 bis August 1964 Erster Offizier des Geleitzerstörers Casabianca (T 47) sowie zwischen August 1964 und Januar 1965 auf dem Geleitzerstörer Duperré Adjutant der 8. Geleitzerstörerdivision. Im Anschluss übernahm er zwischen Januar 1965 und Juli 1965 sein erstes eigenes Schiffskommando, und zwar als Kommandeur des Minensuchbootes Cantho. Danach war er von August 1966 bis Dezember 1968 Chef der Minensektion im Stab der Marinepräfektur und des Oberkommandos der Atlantikflotte CECLANT (Commandant en chef pour l’Atlantique) in Brest und wurde als solcher am 1. Dezember 1968 zum Fregattenkapitän (Capitaine de Frégate) befördert.
Im Anschluss war Patas d’Illiers zwischen Dezember 1968 und Januar 1971 stellvertretender Direktor und Programmbeauftragter der Seekriegshochschule (Ecole supérieure de guerre navale) sowie von Januar bis Oktober 1971 Kommandant des Geleitzerstörers Cassard (D623), ehe zwischen Oktober 1971 und Mai 1972 als Operationsoffizier im Stab der Marinepräfektur und des Oberkommandos der Mittelmeerflotte CECMED (Commandant en chef pour la Méditerranée) im Marinestützpunkt Toulon fungierte. Danach war er von April 1972 bis Februar 1972 stellvertretender Leiter der Abteilung Marineschulen sowie Leiter des Ausbildungsreferats im Generalstab der Marine und wurde in dieser Verwendung am 1. Dezember 1974 zum Kapitän zur See (Capitaine de Vaisseau) befördert. Anschließend folgte zwischen August 1975 und September 1978 als Militär- und Marineattaché an der Botschaft in Spanien sowie von November 1978 bis September 1980 als Marinestandortkommandant von Paris, woraufhin er zuletzt zwischen November 1980 und April 1982 Marineberater von Henri Martre war, des Generaldelegierten für Abrüstungsfragen (Délégué général pour l’armement) im Verteidigungsministerium war. In dieser Funktion wurde er vor seinem Eintritt in den Ruhestand am 9. April 1982 zum Konteradmiral (Contre-amiral) befördert.

### Auszeichnungen
Für seine langjährigen Verdienste wurde ihm im Oktober 1949 sowie im August 1950 das Croix de guerre des Théâtres d’Opérations Extérieurs, am 8. Juli 1962 das Ritterkreuz der Ehrenlegion, am 13. November 1972 das Offizierskreuz des Ordre national du Mérite sowie am 18. Oktober 1979 das Offizierskreuz der Ehrenlegion verliehen. Zuletzt wurde er am 23. Juni 1983 Kommandeur des Ordre national du Mérite.

## Weblink
- Eintrag auf der Homepage der Marineschule (École Navale)

| Personendaten    | Personendaten                                              |
| ---------------- | ---------------------------------------------------------- |
| NAME             | Patas d’Illiers, Florent                                   |
| ALTERNATIVNAMEN  | Patas d’Illiers, Florent Marie Gaston (vollständiger Name) |
| KURZBESCHREIBUNG | französischer Flottillenadmiral                            |
| GEBURTSDATUM     | 8. April 1926                                              |
| GEBURTSORT       | Poitiers, Département Vienne                               |
| STERBEDATUM      | 29. Mai 2015                                               |